# 大橋宗古
二代大橋宗古（おおはし そうこ、1576年(天正4年) - 1654年8月27日（承応3年7月15日））は日本の将棋指し、二世名人。父は一世名人初代宗桂。弟に初代大橋宗与。子に三代大橋宗桂、初代伊藤宗看妻。孫に四代大橋宗伝、五代大橋宗桂。

## 経歴
寛永11年（1634年）、名人就位。宗古は当時59歳。彼の世襲により家元制が確立。彼の手により、弟の宗与を祖とする大橋分家、娘婿の伊藤宗看を祖とする伊藤家が始まる。以後、江戸幕府が倒れるまで、大橋本家をあわせたこの三家から名人を出すことになる(詳しくは「名人 (将棋)」の項を参照)。
宗古時代の将棋家元の権威は低く、松本紹尊や萩野真甫、檜垣是安といった在野棋客からの挑戦が相次いだが、老齢の宗古に代わって娘婿の初代伊藤宗看が対戦し、家元の権威を守った。
1654年（承応3年）に79歳で死去。名人位は初代伊藤宗看が、大橋本家は三代大橋宗桂が継いだ。1660年（万治3年）、三代大橋宗桂が48歳で死去、その子である四代大橋宗伝も1662年（寛文2年）に25歳で死去し、大橋本家は断絶の危機を迎えたが、初代宗看の子で二代宗古の外孫にあたる宗銀が大橋本家を継承し、五代大橋宗桂となり存続した。

## 宗古の棋譜
現存する宗古の最初の棋譜は1653年（承応2年）に刊行された『仲古将棋記』（将棋指組）に収録されている本因坊算砂との十五番指しである。
この対局は、1619年（元和5年）から1621年（元和7年）にかけて行われた。当時は算砂のほうが格上だったため、手合割は宗古が下手で平香交り（平手と右香落ちを交互に指す）である。第二局は、現存する最古の駒落ちの棋譜である。
結果は、平手では宗古の4勝3敗1持将棋、香落ちでは宗古の5勝2敗、通算で宗古の9勝5敗1持将棋と勝ち越している。
なお、第一局が行われた1619年の時点で宗古44歳、算砂61歳であった。

## 著書・功績
著書に「象戯図式」（俗称：将棋智実）「象戯手引草」「将棋経妙」など。
「象戯図式」の巻末でルールを成文化する。
- 千日手の禁止
- 行き所のない駒（を打つ、もしくは不成によりその状態にすること）の禁止
- 二歩を打つことの禁止
- 打ち歩詰めの禁止

このルールは基本的に現在に受け継がれているが、千日手については後にルールが複数回改定されている（詳細は千日手を参照）。